# 2023 Asaph
2023 Asaph је астероид главног астероидног појаса са средњом удаљеношћу од Сунца која износи 2,876 астрономских јединица (АЈ).
Апсолутна магнитуда астероида је 11,6.